# Cristopher Sacchin
Cristopher Sacchin (ur. 22 kwietnia 1983 w Bolzano) – włoski skoczek do wody, brązowy medalista Mistrzostw Świata w Pływaniu 2007 (trampolina 1m), srebrny medalista Mistrzostw Europy w Skokach do wody 2009 (trampolina 1m).